# 我胆小如鼠
《我胆小如鼠》是中国当代作家余华的一本小说集，收录了他从1986年到1998年期间创作的三篇中篇小说，分别是《我胆小如鼠》、《夏季台风》和《四月三日事件》。

## 小说情节
小说《我胆小如鼠》主人公为杨高（谐音“羊羔”），与主人公有主要的情节展开的是吕前进（“高大全”式的名字）。《我胆小如鼠》的故事发生在上世纪八九十年代，主人公杨高和他的父亲遵守规则、待人礼貌，却被周围的人称为“胆小”的人。杨高的父亲是一名卡车司机，他在杨高十二岁那年去世，去世的原因是因为他在被殴打凌辱后，驾车与载着那群凌辱他的人的拖拉机相撞，车祸而亡。清洁工杨高的“那群人”就是他的同学和同厂的钳工吕前进。吕前进好吃懒做、偷奸耍滑、放刁撒泼，却是一个色厉内荏的人；与勤勤恳恳、与世无争的杨高形成了鲜明的对比。然而每天在厂里睡觉的吕向前工作、工资、分房却样样都占尽便宜，他不满自己是个清洁工，硬要钳工杨高与他交换岗位；每天跑到厂长办公室里软磨硬泡，每次涨工资都有这个泼皮无赖，分房子也分了最大的。